# Vogelgarten von Isfahan
Koordinaten: 32° 38′ 27″ N, 51° 36′ 34″ O
Der Vogelgarten von Isfahan (persisch باغ پرندگان اصفهان Bagh e Parandegan e Esfahan, [bɑɢ ɛ pæɾændɛgɑn ɛ ɛsfɑhɑn]) wurde in den 1990er Jahren durch die Stadtverwaltung Isfahans gegründet und befindet sich in der Innenstadt am Ufer des Zayandeh Rud. Er steht unter der Aufsicht der Organisation für Wohlfahrt und Freizeitbeschäftigung, die zur Stadtverwaltung Isfahans gehört. Der Vogelgarten hat eine Fläche von 17.000 m² und wurde mit Maschendraht eingezäunt. Der Maschendraht wurde auf 11 Metallsäulen mit einer Höhe von höchstens 22 m aufgeschlagen. Im Vogelgarten werden mehr als 5000 Vögel aus mehr als 130 verschiedenen Arten gehalten. Diese Vögel stammen aus verschiedenen Gebieten des Iran sowie anderer Länder, wie Australien, Indonesien, China und Tansania.